# Friedrich von Waldersee
Friedrich Gustav Graf von Waldersee (Dessau, 21 de Julho de 1795 — Potsdam, 15 de Janeiro de 1864) foi um escritor, tenente-general e ministro da guerra prussiano.

## Biografia
Friedrich von Waldersee era irmão de Franz Heinrich von Waldersee e filho de Franz Graf von Waldersee - filho do príncipe Leopoldo III. Casou-se com Ottilie von Wedel (1803-1882), em 2 de Julho de 1823, com quem teve quatro filhos:
- Gustav von Waldersee (1826-1861)
- Rudolf von Waldersee (1827-1870)
- Helene von Waldersee (1830-1869)
- Bertha von Waldersee (1833-1884)

Von Waldersee foi oficial do exército prussiano e esteve comando do Regimento de Granadeiros-de-Guarda nº1 "Kaiser Alexandre" em Berlim e do Ministério da Guerra entre 1854 e 1858.

## Obras
- Der Kampf in Dresden im Mai 1849. Mit besonderer Rücksicht auf die Mitwirkung der Preußischen Truppen geschildert und militairisch beleuchtet. Berlim 1849.
- Der Dienst des Infanterieunteroffiziers. Berlim, 1895.
- Leitfaden für den Unterricht des Infanteristen. Berlim, 1903.